# Shōgun (miniserie din 2024)
Shōgun este o miniserie de televiziune dramă istorică americană din 2024, bazată pe romanul cu același nume al lui James Clavell din 1975. Serialul a avut premiera cu primele două episoade pe 27 februarie 2024, pe Hulu, FX și Disney+, cu noi episoade din seria de 10 lansate săptămânal. Este a doua adaptare a romanului lui Clavell care a fost anterior ecranizat într-o altă miniserie, în anul 1980.
La Premiile Emmy din 2024 a stabilit un record, cu 18 trofee câștigate între care cel mai bun serial dramatic, cei mai buni actori în rolurile principale sau cea mai bună regie.

## Premiza
Acțiunea este plasată în Japonia anului 1600. Seniorul Yoshii Toranaga face parte din Consiliului reunit al Regenților, dar e pe cale să fie exclus și condamnat la moarte, atunci când o misterioasă corabie europeană e găsită abandonată într-un sat pescăresc din apropiere.

## Distribuție

### Roluri principale
- Hiroyuki Sanada ca Senior Yoshii Toranaga (Tokugawa Ieyasu (1543–1616))
- Cosmo Jarvis ca pilot-maior John Blackthorne (William Adams (1564–1620))
- Anna Sawai ca Toda Mariko (Hosokawa Gracia (1563–1600))
- Tadanobu Asano ca Kashigi Yabushige (Honda Masanobu (1538–1616))
- Takehiro Hira ca Ishido Kazunari (Ishida Mitsunari (1559–1600))
- Tommy Bastow ca părintele Martin Alvito (João Rodrigues Tçuzu (1561–1634))
- Fumi Nikaido ca Ochiba No Kata (Yodo-dono (1569–1615))

## Episoade
| Nr. | Titlu                                             | Regizat de            | Scris de                       | Data difuzării    | U.S. telespectatori (milioane) |
| --- | ------------------------------------------------- | --------------------- | ------------------------------ | ----------------- | ------------------------------ |
| 1 | „Capitolul Unu: Pilotul”                          | Jonathan van Tulleken | Rachel Kondo & Justin Marks    | 27 februarie 2024 | 0.764                          |
| În 1600, nava olandeză de comerț Erasmus ajunge lângă Ajiro pe coasta Japoniei. Corabia a făcut parte dintr-un grup de cinci, cu 500 de navigatori la bord, plecați în expediție de comerț în Orientul Îndepărtat, celelalte fiind scufundate. Pilotul-Major John Blackthorne, pilotul englez al corabiei Erasmus, și echipajul rămas în viață sunt luați prizonieri de războinici samurai. Conducătorul Japoniei, Taikō, decedase recent și în locul său țara era condusă de un Consiliu de cinci Daimyo care urmau să decidă până când fiul lui Taikō împlinea 16 ani. Între cei cinci membri ai consiliului se numără și Yoshii Toranaga, descendent din Casa Minowara, o puternică familie a Japoniei feudale. La aflarea naufragiului corabiei, comercianții portughezi din Japonia și reprezentanții Bisericii Catolice își dau seama de pericolul adus de Blackthorne și cer uciderea acestuia, în vreme ce la Castelul Osaka patru dintre regenți inițiază procesul de excludere a seniorului Toranaga din Consiliu și condamnarea acestuia la moarte. Blackthorne este salvat de un al pilot, portughezul Rodrigues, și ajunge la Osaka unde îi întâlnește pe Toranaga și pe Lady Toda Mariko. |                                                   |                       |                                |                   |                                |
| 2 | „Capitolul Doi: Slugă la doi stăpâni”             | Jonathan van Tulleken | Rachel Kondo & Justin Marks    | 27 februarie 2024 | 0.764                          |
| În 1599, Taikō, aflat pe moarte, numește consiliul de cinci regenți, dar îi recunoaște în privat lui Toranaga că doar în el are încredere. În 1600, jurnalul lui Blackthorne în care sunt descrise traseele comerciale și aventurile pe mare ajunge în mâna portughezilor. Mariko și preotul iezuit Martin Alvito sunt tălmacii lui Blackthorne care stă de vorbă cu Toranaga, discuția fiind întreruptă de apariția seniorului Ishido. Blackthorne e trimis la închisoare unde află de la un preot de asemenea închis că Toranaga e în pericol, iar corăbiile portugheze au profituri imense din comerțul cu mătase dintre China, Japonia și Europa, folosind o bază militară secretă în Macao, apărată de rōnini. Blackthorne îi explică lui Toranaga existența Tratatului de la Tordesillas dintre Spania și Portugalia care și-au împărțit lumea între ele, existența bazei din Macao și dorința europenilor de a conduce Japonia prin guvernanți catolici. Într-o noapte, o asasină ninja trimisă de iezuiți vrea să-l omoare pe Blackthorne, dar îl găsesște pe Toranaga care făcuse schimb de camere cu englezul. Blackthorne și Toranaga ucid asasina împreună                                  |                                                   |                       |                                |                   |                                |
| 3 | „Capitolul Trei: Mâine e mâine”                   | Charlotte Brändström  | Shannon Goss                   | 5 martie 2024     | 0.492                          |
| Caravana în care se află Blackthorne, Yabushige, Toda Buntaro (soțul lui Mariko), Kiri și fiul lui Toranaga, Yoshii Nagakado, se pregătește să plece spre Ajiro. În secret, Toranaga se ascunde în caravană ca să poată părăsi Osaka. Ishido și oamenii săi inspectează caravana, iar Blackthorne înscenează o secvență de nebunie ca să nu dezvăluie prezența lui Toranaga în grup, iar caravana poate părăsi castelul. În acea noapte, caravana e atacată în portul Osaka, iar Buntaro rămâne să lupte, în timp ce toți ceilalți se îmbarcă în corăbii. Rodrigues, portughezul ajutat de Blackthorne, le deschide calea prin blocada inițiată de navele portugheze în larg. Aflat în siguranță, Toranaga îl ridică pe Blackthorne la rang de hatamoto și îi cere să învețe un regiment al armatei sale tactici de luptă din vest. La Osaka, Hiromatsu informează consiliul despre demisia lui Toranaga, fiind astfel imposibil de făcut cvorum în Consiliu care nu mai poate lua nicio decizie. |                                                   |                       |                                |                   |                                |
| 4 | „Capitolul Patru: Gardul de opt ori împrejmuitor” | Frederick E.O. Toye   | Nigel Williams & Emily Yoshida | 12 martie 2024    | 0.517                          |
| Blackthorne o primește pe Usami Fuji, nepoata lui Hiromatsu, drept consoartă. Începe să antreneze Regimentul de Muschete al lui Toranaga. La cină, Blackthorne îi oferă lui Fuji unul dintre pistoalele sale în semn de recunoștință, primind la schimb săbiile tatălui ei decedat. Într-o noapte, Mariko se strecoară în camera lui Blackthorne și se culcă cu el, iar a doua zi pretinde că a fost vorba de o curtezană angajată de Fuji. La o demonstrație a tunurilor, Nagakado îl omoară pe Jozen, spre oroarea lui Yabushige. |                                                   |                       |                                |                   |                                |
| 5 | „Capitolul Cinci: Șoimul dresat la pumn”          | Frederick E.O. Toye   | Matt Lambert                   | 19 martie 2024    | 0.554                          |
| Toranaga revine în Ajiro cu întreaga armată și după ce află despre uciderea lui Jozen de către Nagakado, îi ia fiului său comanda regimentului de tunuri. Buntaro a scăpat cu viață din Osaka și revine la Mariko. Blackthorne îl îmbată pe Buntaro cu sake. Un cutremur duce la o alunecare de teren în care e prins Toranaga, dar Blackthorne îl găsește pe senior sub pământ și îl salvează. Lady Ochiba, fosta soție a lui Taikō și mama fiului acestuia, ajunge în Osaka. |                                                   |                       |                                |                   |                                |
| 6 | „Capitolul Șase: Doamnele din Lumea Sălciilor”    | Hiromi Kamata         | Maegan Houang                  | 26 martie 2024    | 0.523                          |
| În 1578, Mariko este trimisă să locuiască la Nobuhisa unde se împrietenește cu fiica acestuia, Ochiba. În 1600, Toranaga îl numește pe Blackthorne amiral-șef. Blackthorne cere să părăsească Japonia, dar cerința e respinsă. În schimb, Toranaga îi ordonă lui Mariko să îl ducă pe Blackthorne la un bordel unde să îl acompanieze pentru a face tălmăcirea. Ochiba îi spune lui Ishido că îl bănuiește pe Toranaga vinovat de moartea tatălui ei. Unul dintre regenți, Sugiyama, este ucis de oamenii lui Ishido care dau vina pe un grup de tâlhari. Toranaga își dă seama că va fi format curând un nou consiliu care va încerca omorârea sa și cere armatei sale să pună în aplicare planul „Cerul de Purpură”. |                                                   |                       |                                |                   |                                |
| 7 | „Capitolul Șapte: O fărâmă de timp”               | Takeshi Fukunaga      | Matt Lambert                   | 2 aprilie 2024    | 0.540                          |
| În 1554, tânărul Yoshii Toranaga obține prima victorie într-o luptă, contra seniorului Mizoguchi care după înfrângere comite seppuku, secondat chiar de Toranaga. În 1600, Toranaga se întâlnește cu fratele său, Saeki Nobutatsu pentru a-i cere ajutor, însă Saeki anunță că a primit oferta de a fi al cincilea regent și îi cere lui Toranaga să se predea consiliului. Buntaro îl atacă pe Blackthorne, dar după ce îl dezarmează și îl doboară, ținându-i sabia la gât, îl cruță. Apoi Buntaro îi cere lui Toranaga să-i permită să-l omoare pe Pilot, dar Toranaga refuză. A doua zi, Toranaga îl informează pe Saeki că se predă și renunță la acțiunea „Cer de Purpură”. Șocat, Blackthorne se ridică și strigă în japoneză: „Sunteți toți morți”. Nagakado încearcă să-l omoare pe Saeki în timp ce acesta merge la bordel, dar când Saeki vrea să fugă de nepotul său, acesta cade, se lovește cu capul de o piatră și moare sub ochii lui Saeki. |                                                   |                       |                                |                   |                                |
| 8 | „Capitolul Opt: Genunea vieții”                   | Emmanuel Osei-Kuffour | Shannon Goss                   | 9 aprilie 2024    | 0.436                          |
| Toranaga nu participă la ceremonia funerară a fiului său după ce s-a îmbolnăvit pe drumul spre Edo. Buntaro și Mariko au parte de o ceremonie a ceaiului la care Buntaro propunere sinuciderea celor doi, dar Mariko refuză. Toranaga le cere vasalilor săi să semneze abdicarea, însă Hiromatsu refuză și își face seppuku în semn de protest. Toranaga îi dezvăluie lui Mariko faptul că totul fusese pus la cale ca să-și păcălească adversarii și apoi când e singur jură să nu lase nerăzbunate morțile fiului și a prietenului său. |                                                   |                       |                                |                   |                                |
| 9 | „Capitolul Nouă: Cerul de Purpură”                | Frederick E.O. Toye   | Rachel Kondo & Caillin Puente  | 16 aprilie 2024   |                                |
| Blackthorne, Mariko și Yabushige ajung în Osaka să se predea lui Ishido în numele lui Toranaga. Mariko cere să plece spre Toranaga, dar este blocată de gărzi, astfel că promite să se sinucidă la apus deoarece nu-i este permis să-și țină cuvântul față de seniorul ei. Exact când era pe cale să comită seppuku, secondată de Blackthorne, Ishido îi oferă permisiunea să plece. Yabushige acceptă oferta lui Ishido de a-l trăda pe Toranaga și permite unei armate de shinobi să se infiltreze în castel, dar Blackthorne o apără pe Mariko. În haosul creat, Blackthorne, Mariko, Yabushige și consoartele lui Toranaga se ascund într-un depozit, dar shinobi pun explozibil să distrugă ușa. Mariko se așază în fața ușii și este ucisă în explozie. |                                                   |                       |                                |                   |                                |
| 10 | „Capitolul 10: Un vis într-un alt vis”            | Frederick E.O. Toye   | Maegan Houang & Emily Yoshida  | 23 aprilie 2024   |                                |
| Consiliul îi declară război lui Toranaga. Blackthorne ajunge în Ajiro unde descoperă că Erasmus a fost distrusă. Toranaga îi cere lui Yabushige să-și facă seppuku pentru trădarea pe care a comis-o. Blackthorne amenință la rândul său că-și face seppuku, dar Toranaga îl oprește și îi cere să-i construiască o flotă de corăbii. În timp ce îl asistă pe Yabushige, Toranaga dezvăluie că el a cerut arderea corabiei Erasmus ca să-l împiedice pe Blackthorne să plece. De asemenea, anunță că e sprijinit de doamna Ochiba împotriva lui Ishido pentru ceea ce urma să fie Bătălia de la Sekigahara. Yabushige își face seppuku. Blackthorne, ajutat de săteni și de Buntaro, aduce la țărm rămășițele corabiei, iar Toranaga privește de la distanță. |                                                   |                       |                                |                   |                                |

## Recepție
Pe agregatorul de recenzii Rotten Tomatoes, 100% dintre cei 45 de critici au dat seriei o recenzie pozitivă. Consensul criticilor site-ului este: „Vizual somptuos și îmbogățit cu verosimilitate culturală, Shōgun este o reimaginare epică care o depășește originalul”. Pe Metacritic, seria deține un scor mediu ponderat de 83 din 100 bazat pe 33 de critici, indicând „aclamare universală”.

## Vezi și
- Shōgun (miniserie din 1980)